# Cyclemys oldhami
Cyclemys oldhami är en sköldpaddsart som beskrevs av  Gray 1863. Cyclemys oldhami ingår i släktet Cyclemys och familjen Geoemydidae. Inga underarter finns listade i Catalogue of Life.
Arten förekommer i Sydostasien från Indien och Nepal till Vietnam och söderut över Malackahalvön till Borneo och Java.